# 冉庄地道战遗址
冉庄地道战遗址位于河北省保定市西南30公里处的清苑区冉庄。抗日战争期间，冉庄人民采用地道战形式与日军斗争，形成了有四条主干线，24条支线，全长15公里的地道网。建国后冉庄地道战遗址被列入全国重点文物保护单位，建立了冉庄地道战纪念馆，并在此拍摄了《地道战》等影片。